# Ein Zebra im Gepäck
Ein Zebra im Gepäck ist ein deutscher Fernsehfilm der Frühling-Filmreihe von Thomas Kronthaler, der am 4. Februar 2024 erstmals im ZDF ausgestrahlt wurde. Die Erstveröffentlichung erfolgte am 27. Januar 2024 in der Online-Mediathek des ZDF.
Die Dorfhelferin Katja Baumann, gespielt von Simone Thomalla, steht Familien in Notsituationen zur Seite. Es ist der 44. Film einer Reihe, in der es sich um die Einwohner des Ortes Frühling dreht.

## Handlung
Wegen der finanziellen Probleme des Zirkus’ Brunello ließ der Zirkusdirektor ein Zebra, an einen Baum gebunden, zurück. Vorübergehend nimmt Dorfhelferin Katja das Tier zu sich in den Garten. Pfarrer Sonnleitner bekommt ein unmoralisches Angebot. Katja hat die Geschwister Greta und Lotti Zerbe übers Wochenende in Pflege. Sie kennen einander länger, da Katja vor Jahren im Bezug auf die Tablettensucht der Mutter Catrin bereits erfolgreiche Betreuungsarbeit leistete. Greta macht erstmals folgenschwere Erfahrungen mit Alkohol und vergisst dabei auch ihre Schwester, die ohne Schlüssel bei Katja vor der Tür sitzt.
Greta vertraut sich Tags darauf Katja an, da ihr Freund und Schulkamerad Tommy offensichtlich regelmäßig und auch vor der Schule Alkohol trinkt. Tommys Vater ist von zuhause ausgezogen. Auch in dieser Familie war Katja bereits tätig, wobei das Nesthäkchen Stella sich trotz Therapie immer weniger emphatisch gegenüber ihrer Umwelt zeigt. Den damaligen Aufenthalt bei der Familie Lamprecht konnte selbst Katja nicht erfolgreich bestreiten und Stellas Mutter ist weiterhin mit ihrer Tochter Stella überfordert.

## Nebenhandlungen
Heidrun Niedermayer aus dem Café Hagen macht Pfarrer Sonnleitner recht aufdringlich den Hof. Es stellt sich jedoch später heraus, dass sie andere Absichten mit einem fremden Mann aus dem Internet hat. Sie und ihr Leopold aus Bad Tölz möchten heiraten.
Ingo ist eifersüchtig auf Adrian und möchte nicht, dass seine Verlobte Amelie bei ihm im „Carpe Diem“ arbeitet. Adrian bemerkt Amelies mit Hämatomen übersäten Rücken – sie erfindet jedoch eine Ausrede, doch er glaubt, Ingo würde sie verprügeln. Seine Sorge teilt er mit seiner Freundin Lilly.

## Rezeption

### Einschaltquoten
Die Free-TV-Premiere am 4. Februar 2024 im ZDF verfolgten 5,59 Mio. Menschen, was einem Marktanteil von 18,5 % entspricht.